# Obamus coronatus
Obamus coronatus — викопний організм нез'ясованого систематичного положення, що існував в едіакарському періоді, 555 млн років тому.

## Скам'янілості
Скам'янілі відбитки істоти знайдено у Південній Австралії. На основі відбитків у 2018 році вченими Каліфорнійського університету описано новий рід та вид Obamus coronatus. Родова назва Obamus дана на честь колишнього президента США Барака Обами за його любов до науки. Видова назва O. coronatus означає «увінчаний» вказує на зовнішній вигляд організму, що схожий на вінок. У цих же відкладеннях знайдені рештки іншого організму, який названо на честь британського натураліста і телеведучого Девіда Аттенборо — Attenborites janeae.

## Опис
Істота мала кільцеподібну форму діаметром 0,5—2 см. На поверхні були спіралеподібні борозни. Мешкала на морському дні й, швидше за все, не була здатна до руху.